# شهرستان کیلتسه
شهرستان کیلتسه (به لهستانی: Powiat Kielce) یک شهرستان در لهستان است که در استان اشوی‌داشکسیه واقع شده‌است. شهرستان کیلتسه ۲٬۲۴۷٫۴۵ کیلومتر مربع مساحت و ۲۰۸٬۷۹۸ نفر جمعیت دارد.